# L. Mörs & Co.
L. Mörs & Co. war eine Klavierfabrik in Berlin.

## Geschichte
Ludwig Mörs gründete am 1. Oktober 1869 mit vier Teilhabern die Pianofortefabrik L. Mörs & Co. Die Teilhaber schieden nach und nach aus und machten sich zum Teil auf eigene Faust selbstständig. Mörs gab 1881 anlässlich einer Ausstellung in Detmold an, dreißig Arbeiter zu beschäftigen. 1883 beteiligte die Firma sich mit drei Pianinos an der Colonia-Ausstellung in Amsterdam und erhielt eine Bronzemedaille; 1885 folgte eine Goldmedaille in Antwerpen. 1889 bezog die Firma neue Räumlichkeiten in der Reichenbergerstraße 142, wo unter anderem mit Dampfkraft gearbeitet wurde; 1896 stellte sie in Berlin aus und erhielt für die drei dort präsentierten Instrumente anerkennende Kommentare.
Nachdem 1929 der Inhaber Johannes Mörs gestorben war, verkaufte dessen Witwe den Betrieb: 1931 wurde Bernhard May ins Handelsregister eingetragen, 1932 übernahm er die Firma.
Ab 1937 lief diese unter dem Namen „Bernhard May vormals L. Mörs & Co.“ Damals wurde das sogenannte Kleinklavier propagiert. Auch May, der in Berlin SO 36 produzierte, hatte sich diesem Trend angeschlossen. Seine Instrumente boten einen Umfang von sieben Oktaven.
Bis 1937 wurden rund 14.900 Klaviere hergestellt.
Bernhard May erwarb nicht nur die Pianofortefabrik L. Mörs, sondern fast 50 Betriebe, darunter die von Bogs & Voigt, Adolf Lehmann, Steinberg, R. Barthol, Lenz und Albert Otto Hartmann in Berlin sowie den Klavierbaubetrieb  Gustav Fiedler in Leipzig. Da May für den Export produzierte, erhielt er als Devisenbringer Hilfe beim Wiederaufbau, nachdem die Firma im Zweiten Weltkrieg ausgebombt worden war. Nach dem Kriegsende wurde die Produktion zunächst gestoppt. Das Unternehmen bot vorerst nur Klavierreparaturen an. Ab 1949 wurden wieder Klaviere produziert, zunächst nur in kleinen Stückzahlen.
Im Oktober 1953 kaufte May ein neues großes Grundstück am Maybachufer 40–42. Wenige Jahre später, am 16. Mai 1956, starb er. Seine Witwe Elfriede May übernahm die Firmenleitung. Am 5. Januar 1963 wurde die Firma in eine KG umgewandelt. Hatte man bisher ausschließlich mit Männern gearbeitet, wurden wegen akuten Facharbeitermangels ab Anfang 1964 auch Frauen bei May beschäftigt. Die meisten May-Klaviere, 75 % der Gesamtproduktion, wurden in der Bundesrepublik Deutschland verkauft, 15 % exportiert, 10 % in Berlin verkauft. Horst May, der den Betrieb leitete, hatte auch den Mut, sich auf völlige Neukonstruktionen einzulassen. Das Unternehmen war zu dieser Zeit sehr erfolgreich. Im Jubiläumsjahr 1969 kam das Modell 108X auf den Markt, das von Klaus Fenner in Bad Hersfeld konstruiert worden war, 7¼ Oktaven umfasste und weniger als 3200 DM kostete.
Ungefähr ab dieser Zeit kooperierte May mit Schimmel. Für 1971 war eine gemeinsame Produktion von etwa 8000 Klavieren vorgesehen, was ungefähr einem Drittel der Gesamtzahl der in der Bundesrepublik Deutschland hergestellten Flügel und Pianos entsprach. In diesem Jahr feierte man die Herstellung des Instruments mit der Seriennummer 50.000.
Wenige Jahre später, 1977, hörten die Produktionszahlen auf zu steigen. Dennoch plante man, im Folgejahr eine neue Produktionsstätte an der Haynauer Straße in Berlin-Lankwitz einzurichten. 1985 übernahm Horst May den Vorsitz des BDK, den er bis 1989 innehatte. May, der 1933 geboren worden war, hatte im väterlichen Betrieb gelernt, dann ein Jahr lang in Schweden in einer Klavierfabrik gearbeitet und sich ein weiteres Jahr lang in den USA umgetan, wo er teils in Klavierfabriken arbeitete, teils Betriebswirtschaft studierte. Er konnte sich dabei auf ein Stipendium der Konrad-Adenauer-Stiftung stützen. Seit 1971 war er geschäftsführender Gesellschafter der May-Pianofortefabrik GmbH. May, der grundsätzlich mit der Renner-Mechanik arbeitete, für seine Klaviere aber auch Resonanzböden von Schwaiger und Struntz bezog und die Klaviaturen für seine kleinsten Klaviere von Herrburger Brooks bezog, beschloss, die Produktion zum Jahresende 1989 einzustellen. Der Klaviermarkt sei ausgereizt, Preissteigerungen für neu gebaute Klaviere seien kaum noch möglich. Man werde fortan nur noch alte Klaviergehäuse mit neuem Innenleben ausstatten und seine Verkaufsräume intensiver nutzen.
Auch Schimmel plante ungefähr ab dieser Zeit, die Wiederherstellung alter Klaviere anzubieten und dabei auf Mays Erfahrung zurückzugreifen. Bei May waren vor der Einstellung der Produktion bereits rund 600 Klaviere aufgearbeitet worden. Die May GmbH erfüllte noch – unter Helmut May – die Verpflichtungen, die sich aus Garantieleistungen für die bisherigen Kunden ergaben. Als der Betrieb eingestellt wurde, hatte man rund 74.900 Klaviere gebaut.